# 板倉勝晙
板倉 勝晙（いたくら かつあき）は、江戸時代後期の大名。備中国松山藩5代藩主。官位は従五位下・左近将監、周防守。板倉家宗家11代。

## 略歴
4代藩主・板倉勝政の四男として誕生。幼名は新十郎。初名は勝慶。

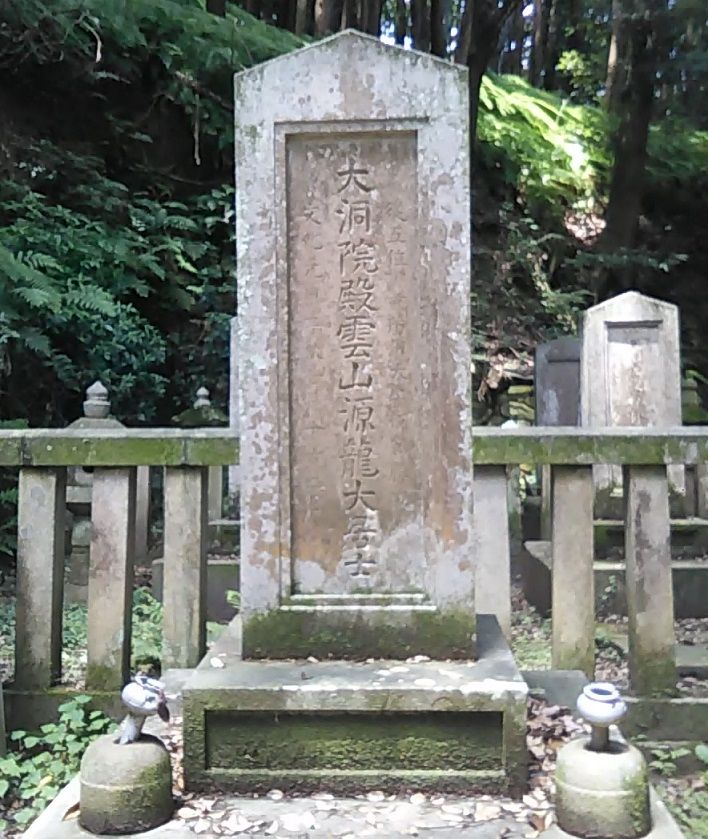
板倉勝晙の墓(西尾市長圓寺)

享和元年（1801年）3月8日、父の隠居で家督を継ぐ。しかし文化元年（1804年）7月8日、熱中症により21歳で死去し、跡を長男の勝職が継いだ。法号は大洞院殿雲山源竜大居士。墓所は愛知県西尾市貝吹町の長圓寺。

## 系譜
- 父：板倉勝政（1759-1821）
- 母：戸田氏英の娘
- 正室：大村純鎮の娘
- 生母不明の子女
  - 長男：板倉勝職（1803-1849）